# Schwarzwaldmädchen
Das Gemälde Schwarzwaldmädchen (BC 23) des deutschen Malers Lovis Corinth zeigt ein Mädchen in Frontalansicht. Es wurde von ihm 1885 im Prechtal im Schwarzwald gemalt. 

## Bildbeschreibung
Auf dem kleinformatigen Bild ist ein junges Mädchen als Kopfporträt in einer Frontalansicht dargestellt. Das Mädchen trägt ein helles Kopftuch sowie ein Halstuch, beide mit einem gleichartigen Blumenmuster. Der Oberkörper ist mit einer weißen Bluse und einer dunkleren Schürze darüber bekleidet, das Porträt endet unterhalb der Brust.
Das Bild ist in der oberen linken Ecke in Kinderschrift mit 
Marie
bezeichnet und rechts mit
Prechtal L.C. 85
signiert.
Eine farbige Reproduktion des Bildes ist nicht vorhanden. Laut dem Werkverzeichnis von Charlotte Berend-Corinth für ein weiteres Bild des Mädchens (Schwarzwaldmädchen Marie, BC 24) trug das Kind ein Mieder mit weißen kurzen Ärmeln und eine große rosa Schürze.

## Hintergrund und Deutung

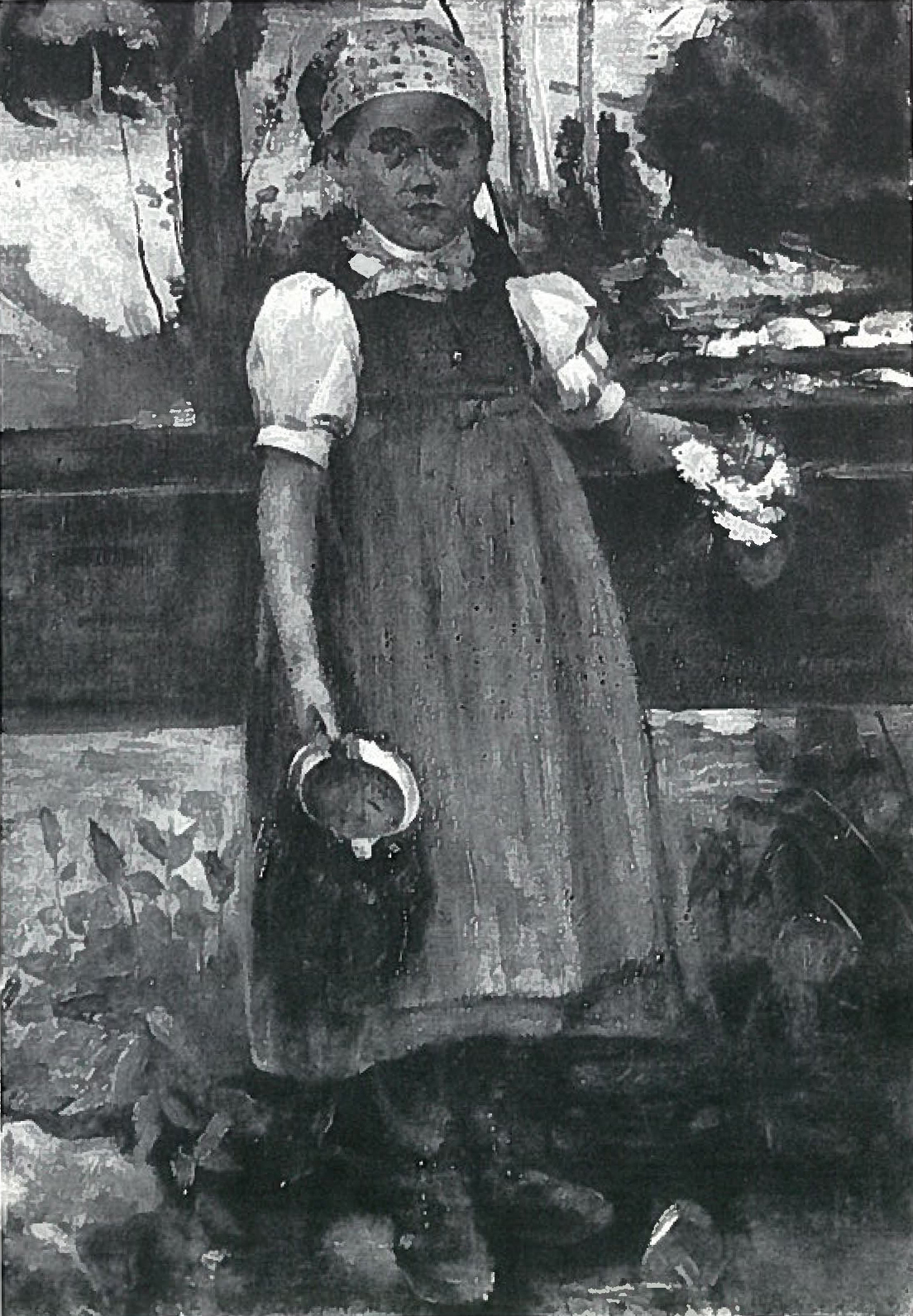
Schwarzwaldmädchen Marie, 1885

Das Bild ist ein Frühwerk Corinths und entstand gemeinsam mit dem Bild Schwarzwaldmädchen Marie bei einem Besuch des Künstlers im 1885 im Prechtal im Schwarzwald. Bei dem zweiten Bild handelt es sich um ein hochformatiges Vollporträt des Mädchens, das in der einen Hand einen Strauß mit Feldblumen und in der anderen einen Wasserkrug hält.
Charlotte Berend-Corinth schrieb in ihrem Werkverzeichnis der Gemälde ihres Mannes von einem Brief, den sie nach dessen Tod von einer Wirtin aus dem Prechtal erhalten habe. Diese erinnerte sich „ganz frisch“ an die „Stunden, wie sie als kleines Mädel von Corinth gemalt wurde“, und teilte ihre Erinnerungen mit:

„Manchmal sei er traurig gewesen, weil die anderen Leute seine Bilder nie schön gefunden hätten. Ein anderes Mal wäre sie plötzlich unartig geworden und habe die Blumen, die sie in der Hand halten sollte, hinter sich in das Wasser geworfen. Darauf wäre Corinth furchtbar böse geworden, hätte mit dem Fuss aufgestampft und schrecklich geschimpft. Sie hätte aber sofort gesehen, dass er das bereute, denn er wäre gleich wieder sehr freundlich zu ihr geworden. Ihr selbst tat es auch leid, weil sie gefühlt hätte, wie herzensgut er war.“

## Provenienz und Ausstellungen
Das Gemälde des Schwarzwaldmädchens befand sich laut Werkverzeichnis im Privatbesitz von Wilhelm Trübner in Karlsruhe und wurde nach dessen Tod 1917 bei einer Auktion des Nachlasses bei Lepke in Berlin versteigert. Der Verbleib danach ist unbekannt. Ausgestellt wurde es laut Werkverzeichnis auf der Kunstausstellung der Berliner Secession im Jahr 1913, es taucht jedoch im Katalog zur Ausstellung nicht auf.

## Belege
1. 1 2 3 4 5  Charlotte Berend-Corinth: Lovis Corinth. Werkverzeichnis. Neu bearbeitet von Béatrice Hernad. Bruckmann Verlag, München 1958, 1992; BC 23, S. 58. ISBN 3-7654-2566-4.
2. ↑  Charlotte Berend-Corinth: Lovis Corinth. Werkverzeichnis. Neu bearbeitet von Béatrice Hernad. Bruckmann Verlag, München 1958, 1992; BC 24, S. 58. ISBN 3-7654-2566-4.
3. 1 2  Charlotte Berend-Corinth: Lovis Corinth. Werkverzeichnis. Neu bearbeitet von Béatrice Hernad. Bruckmann Verlag, München 1958, 1992; Briefe und Zitate, Nr. 1. Zu Katalog Nr. 23 und 24. ISBN 3-7654-2566-4.
4. ↑  Katalog der Ausstellung der Berliner Sezession 1913, Digitalisat auf archive.org; abgerufen am 1. Mai 2023.